# Högvålen

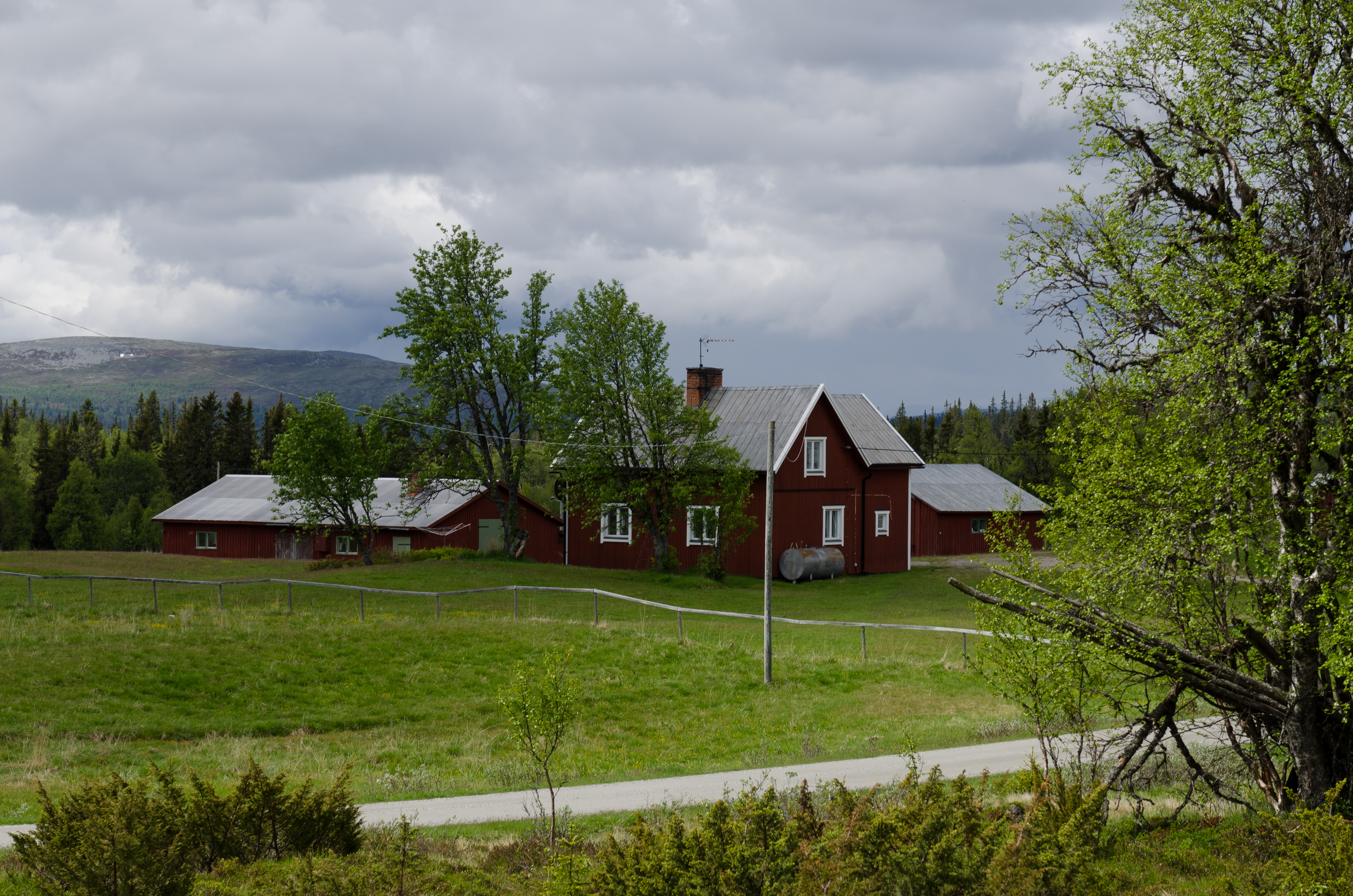
Högvålen

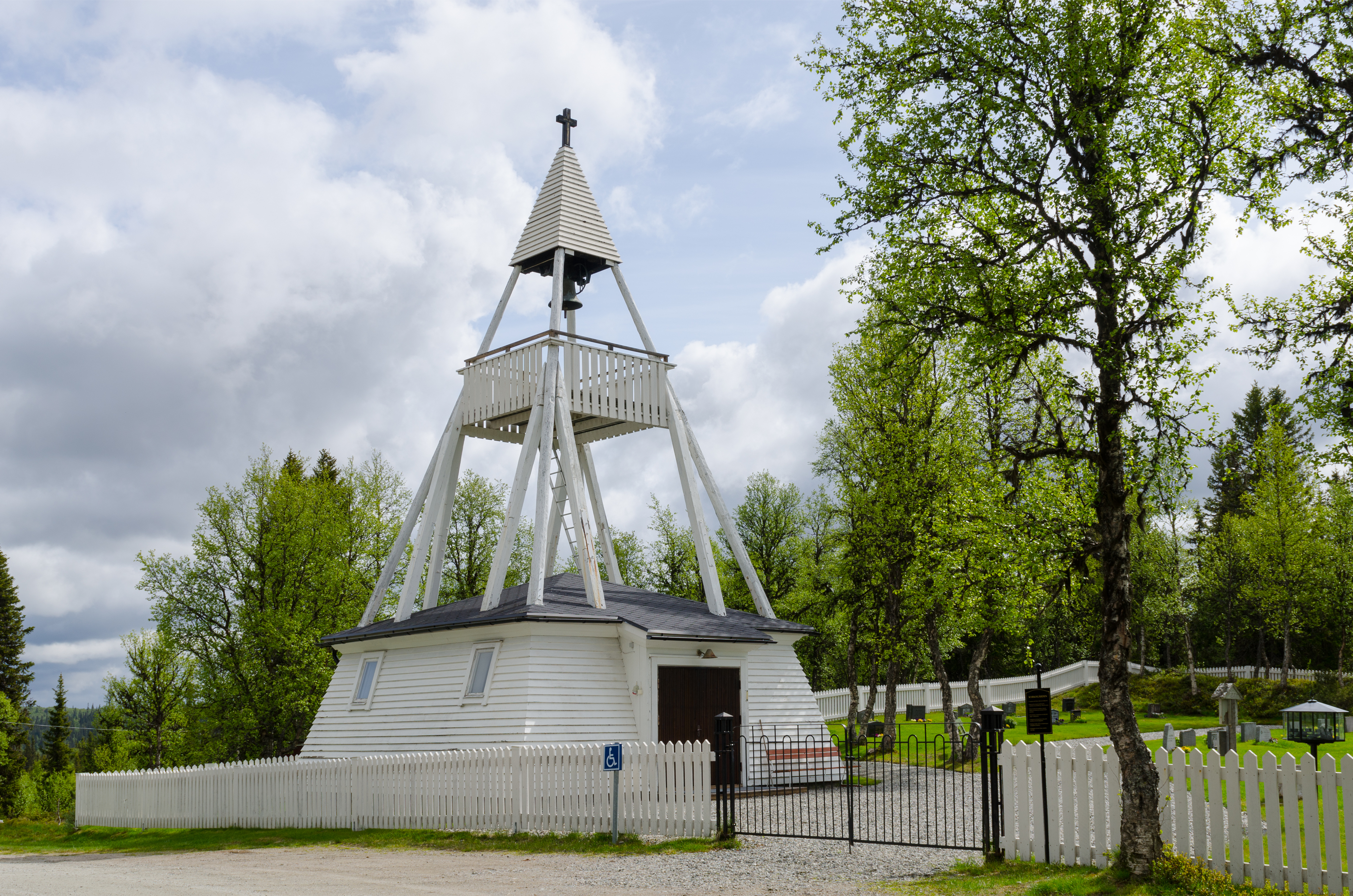
Högvålen kapel

Högvålen ist mit 835 m über NN das höchstgelegene Dorf Schwedens, in dem Landwirtschaft betrieben wird. Es liegt in der Provinz Jämtlands län in den Skanden, in der Gemeinde Härjedalen, die weitgehend flächendeckend mit der gleichnamigen historischen schwedischen Provinz ist. Das Dorf wird als Reichsinteresse eingestuft.
Das Dorf entstand zum Ende des 18. Jahrhunderts. Dank umfangreicher Trockenlegung von Moorgebieten und an Bedeutung gewinnender Forstwirtschaft wuchs der Ort zu Beginn des 20. Jahrhunderts stark. Das Dorf bestand in seiner Blütezeit aus etwa 50 Höfen und hatte etwa 140 Einwohner. Auch eine Schule, Telefon- und Postamt sowie ein Geschäft gab es hier, zumal seit etwa 1920 auch eine Straße nach Högvålen führt. Aufgrund der Höhe ist aber Getreideanbau unmöglich, so dass auf den Höfen Schafe und Ziegen gehalten wurden. Im Zusammenhang mit neuen Gesetzen zu Weideländern für Rentiere kaufte der schwedische Staat in den 1980er Jahren sämtlichen Privatgrund in Högvålen auf, um daraus Weideflächen für Rentiere zu machen. Die meisten der etwa zehn heute noch bestehenden Höfe sind zwar ganzjährig bewohnt, doch Landwirtschaft gibt es so gut wie keine mehr. Mehr als die Hälfte der Einwohner Högvålens ist über 80 Jahre alt.
Der Ort ist durch Störungen der Telefonverbindungen immer wieder von der Außenwelt abgeschnitten. Ein größeres Problem gab es zuletzt im Jahr 2006, als die Bewohner Högvålens mehrere Tage ohne Telefon waren. Die Festnetzanschlüsse waren gestört, Mobilfunknetze reichen nicht bis nach Högvålen.